# Pholeoaphodius duplicatus
Pholeoaphodius duplicatus är en skalbaggsart som beskrevs av Schmidt 1907. Pholeoaphodius duplicatus ingår i släktet Pholeoaphodius och familjen Aphodiidae. Inga underarter finns listade i Catalogue of Life.